# Stadtpark
Stadtpark i Wien (tysk: Wiener Stadtpark) strækker sig fra Parkring i Wiens første bezirk, Innere Stadt, til Heumarkt ) i 3. bezirk og bliver besøgt af både turister og wienere. Det samlede areal er på 65.000 m².

## Historie
Helt tilbage fra Biedermeierperioden, var glacissen foran Karolinenstadttor (Karolinebyport) et populært sted for underholdning. Omkring nedrivningen af bymurene og skabelsen af Ringstraßen til erstatning skabte borgmesteren, Andreas Zelinka, en offentlig park i området. Parken åbnede d. 21. august 1862 og blev dermed den første offentlige park i Wien.
På den sydlige bred af floden Wien blev den såkaldte Kinderpark (Børnepark) skabt i 1863, som i dag stadig primært bruges som legeplads og til sport. Karolinenbrücke (Karolinebroen), som blev bygget i 1857 (siden 1918 er den kendt som Stadtparkbrücke – Byparksbro) forbinder den nordlige og sydlige del af parken over floden.
Efter reguleringen af Wienfloden blev hele området omkring den genbygget af Friedrich Ohmann og Josef Hackhofer mellem 1903 og 1907.

## Seværdigheder i parken
- Kursalon
- Monumenter
- Meierei
- Planter